# Aplasi
Aplasi is een bestuurslaag in het regentschap Timor Tengah Utara van de provincie Oost-Nusa Tenggara, Indonesië. Aplasi telt 2697 inwoners (volkstelling 2010).